# In the Mouth of Madness
In the Mouth of Madness (alternatieve naam: John Carpenter's In the Mouth of Madness) is een Amerikaanse horrorfilm uit 1994 onder regie van John Carpenter. De film vormt na The Thing en Prince of Darkness het derde deel in wat Carpenter zelf zag als zijn Apocalypse Trilogy, waarin alle delen eindigen met de boodschap dat de realiteit zoals de mensheid die kent op het punt staat ingrijpend te veranderen.
In the Mouth of Madness werd genomineerd voor onder meer Saturn Awards voor beste horrorfilm en beste grime. Carpenter baseerde het hoofdpersonage Sutter Cane op Stephen King, waar het verhaal tevens bol staat van de verwijzingen naar het werk van H.P. Lovecraft.

## Inhoud

### Proloog
De film begint met de binnenkomst van de in een dwangbuis gezette John Trent, die een dolhuis wordt binnengebracht. Eenmaal opgesloten in een kamer waarin hij zichzelf niets aan kan doen, krijgt hij bezoek van Dr. Wrenn. Aan hem doet Trent uit de doeken wat hem de laatste tijd is overkomen.

### Verhaal
Trent blijkt een privé-detective. Hij wordt ingehuurd door directeur Jackson Harglow van uitgeverij Arkane Publishing om op zoek te gaan naar hun immens populaire auteur van horrorboeken Sutter Cane. Diens laatste werk moet binnen de kortste keren de markt op, maar het verhaal is nog niet af en de uitgeverij kan hem met geen mogelijkheid bereiken. Trent is gespecialiseerd in fraude en vermoedt een publiciteitsstunt, maar neemt de opdracht toch aan.
Trent begint zijn onderzoek door verschillende boeken van Cane aan te schaffen en te lezen. Hij vindt ze erg standaard, maar op de een of andere manier toch ook erg pakkend. Ze komen hem te staan op levendige nachtmerries. Niettemin helpen de boeken hem, want hij komt erachter dat lijnen op de verschillende covers bij elkaar een plattegrond vormen van New Hampshire. Het verschil met het echte New Hampshire is alleen dat op Canes kaart Hobbs End staat vermeld, een fictieve plaats waarin hij de verhalen uit zijn boeken laat afspelen (zoals Stephen Kings Castle Rock). Trent ziet het als aanknopingspunt en gaat samen met Canes eindredactrice Linda Styles met de auto op zoek naar Hobbs End.
Styles en Trent wisselen om de zoveel tijd als chauffeur, zodat de ander kan slapen. Na de zoveelste wisseling rijdt Styles een brug over en staat plotseling voor het plaatsnaambord van Hobbs End, dat echt blijkt te bestaan. Het tweetal realiseert zich binnen de kortste keren dat het volledige plaatsje bestaat uit exact die gebouwen, voorwerpen en personen die voorkomen in Canes boeken. Trent wordt door plaatselijke bewoners gewaarschuwd om zo snel mogelijk Hobbs End te verlaten zolang het nog kan, maar deze is ervan overtuigd dat hij Cane hier kan vinden en zet zijn zoektocht voort. Daarmee raakt hij steeds verder verstrikt in de wereld van de schrijver, waarin niets is wat het lijkt en lang niet alles menselijk is.

## Rolverdeling
| Acteur             | Personage       |
| ------------------ | --------------- |
| Sam Neill          | John Trent      |
| Julie Carmen       | Linda Styles    |
| Jürgen Prochnow    | Sutter Cane     |
| David Warner       | Dr. Wrenn       |
| John Glover        | Saperstein      |
| Charlton Heston    | Jackson Harglow |
| Bernie Casey       | Robinson        |
| Peter Jason        | Mr. Paul        |
| Frances Bay        | Mrs. Pickman    |
| Hayden Christensen | Krantenjongen   |